# Rathaus (Miesbach)

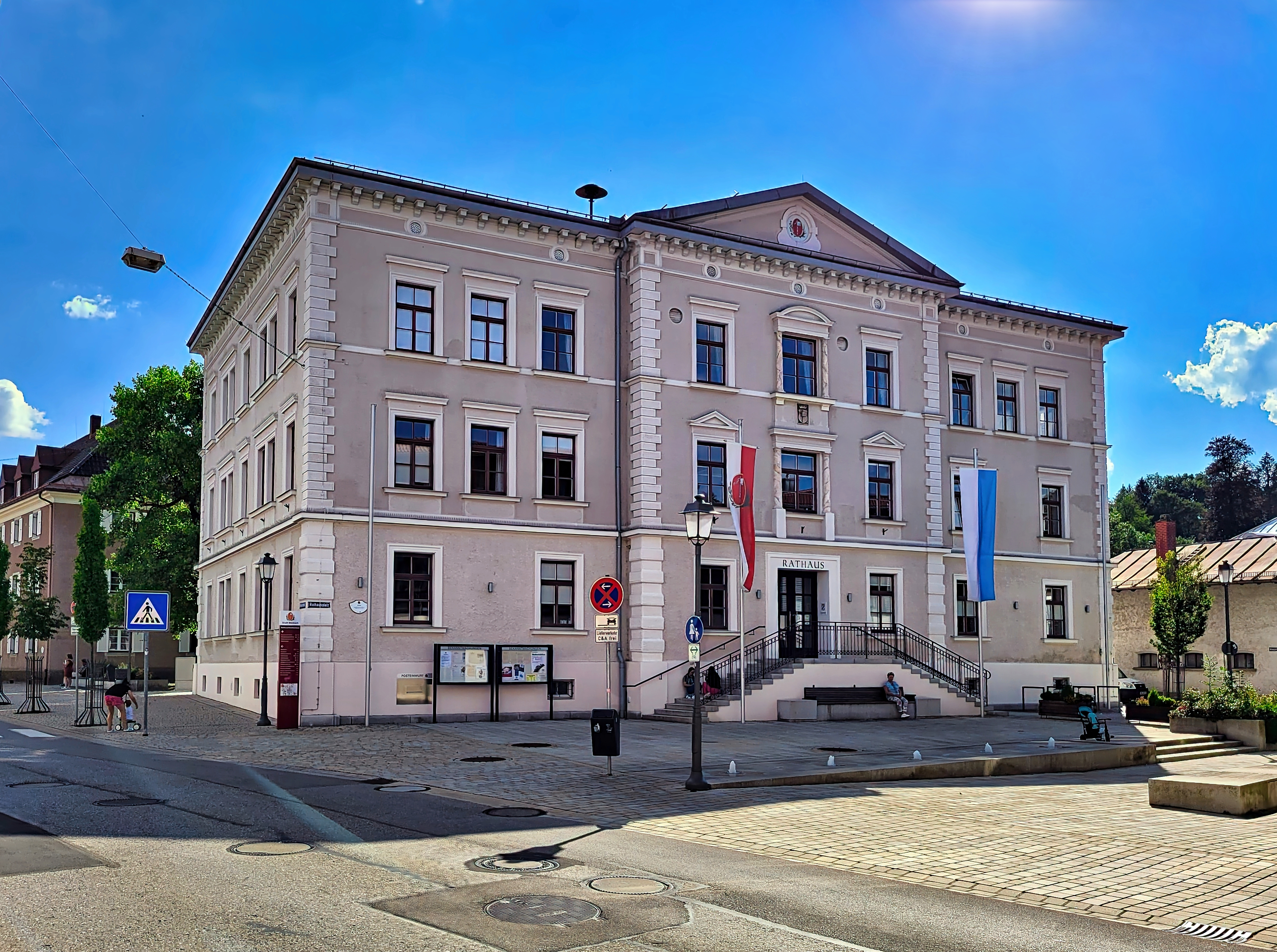
Rathaus in Miesbach

Das Rathaus in Miesbach, einer Stadt im oberbayerischen Landkreis Miesbach, wurde 1878/79 errichtet. Das Rathaus am Rathausplatz 1 ist ein geschütztes Baudenkmal.
Der dreigeschossige Neurenaissancebau mit Giebelrisalit an der nördlichen Eingangsseite und Walmdach wurde durch den Baumeister Johann Baptist Bernlochner errichtet.